# USS Farragut (DD-348)
USS Farragut (DD-348) là một tàu khu trục, là chiếc dẫn đầu của lớp Farragut được Hải quân Hoa Kỳ chế tạo vào giai đoạn giữa hai cuộc thế chiến. Nó là chiếc tàu chiến thứ ba của Hải quân Hoa Kỳ được đặt tên theo Chuẩn đô đốc David Glasgow Farragut (1801–1870), người tham gia cuộc Nội chiến Hoa Kỳ. Farragut đã có mặt tại Trân Châu Cảng vào lúc diễn ra cuộc tấn công Trân Châu Cảng châm ngòi chiến tranh tại Thái Bình Dương, và đã phục vụ cho đến khi Chiến tranh Thế giới thứ hai kết thúc, được tặng thưởng 14 Ngôi sao Chiến trận. Nó bị bán để tháo dỡ năm 1947.

## Thiết kế và chế tạo
Farragut được đặt lườn vào ngày 20 tháng 9 năm 1932 tại xưởng tàu Fore River Shipyard của hãng Bethlehem Shipbuilding Corporation ở Quincy, Massachusetts. Nó được hạ thủy vào ngày 15 tháng 3 năm 1934, được đỡ đầu bởi bà James Roosevelt, con dâu của đương kim Tổng thống Hoa Kỳ; và được đưa ra hoạt động vào ngày 18 tháng 6 năm 1934 dưới quyền chỉ huy của Hạm trưởng, Trung tá Hải quân Elliott Buckmaster.

## Lịch sử hoạt động

### Trước chiến tranh
Vì đã trải qua gần 14 năm kể từ khi một chiếc tàu khu trục mới được đưa vào hoạt động cùng Hải quân Hoa Kỳ, Farragut dành phần lớn thời gian của giai đoạn phục vụ ban đầu cho các hoạt động phát triển, thực hiện các chuyến đi từ cảng nhà của nó ở Norfolk, Virginia, đến vùng biển Caribe và dọc theo vùng bờ Đông. Vào ngày 26 tháng 3 năm 1935, nó đón lên tàu Tổng thống Franklin D. Roosevelt tại Jacksonville, Florida, và vào ngày hôm sau đã đưa ông đến gặp gỡ một tàu buồm riêng rồi hộ tống cho chuyến đi của du thuyền tổng thống đến quần đảo Bahamas. Đến ngày 7 tháng 4, nó lại đón Tổng thống cho chuyến đi đến Jacksonville, nơi ông rời tàu vào ngày 8 tháng 4 năm 1935

Farragut và các tàu khác trên đường đi, tháng 9 năm 1939

Farragut sau đó lên đường đi San Diego, California, đến nơi vào ngày 19 tháng 4 năm 1935 để gia nhập Đội khu trục 20 trong vai trò soái hạm. Nó tham gia các cuộc cơ động hạm đội dọc theo vùng bờ Tây, hoạt động huấn luyện tại khu vực quần đảo Hawaii cũng như thực hiện các chuyến đi huấn luyện mùa Hè cho nhân sự Hải quân Dự bị Hoa Kỳ tại vùng biển Alaska cho đến 3 tháng 1 năm 1939. Chiếc tàu khu trục sau đó lên đường tham gia cuộc cơ động hạm đội tại vùng biển Caribe, quay trở về San Diego vào ngày 12 tháng 4. Từ ngày 2 tháng 10, nó đặt căn cứ tại Trân Châu Cảng, và đã thực hiện hai chuyến đi đến vùng bờ Tây để hộ tống các tàu sân bay đi đến Trân Châu Cảng. Từ ngày 1 tháng 8 năm 1941, nó thường xuyên ở ngoài biển để thực tập cùng các lực lượng đặc nhiệm tàu sân bay.

### Thế Chiến II
Farragut đang neo đậu cùng một nhóm các tàu khu trục tại East Loch, Trân Châu Cảng khi máy bay của Hải quân Đế quốc Nhật Bản tấn công vào ngày 7 tháng 12 năm 1941. Sĩ quan cơ khí của con tàu, Thiếu úy James Armen Benham, là sĩ quan cao cấp nhất trên con tàu vào lúc đó, đã đưa con tàu lên đường đi dọc theo luồng cảng, và nổ súng vào những kẻ tấn công. Benham được tặng thưởng huân chương Ngôi sao Bạc do hoạt động này. Trong suốt tháng 3 năm 1942, Farragut hoạt động tại vùng biển Hawaii, và từ Oahu đến San Francisco, California trong nhiệm vụ hộ tống và tuần tra chống tàu ngầm.
Vào ngày 15 tháng 4 năm 1942, Farragut rời Trân Châu Cảng cùng với lực lượng đặc nhiệm tàu sân bay Lexington (CV-2) hướng sang biển Coral và gặp gỡ lực lượng đặc nhiệm tàu sân bay Yorktown (CV-5). Các lực lượng đặc nhiệm này đã cùng nhau đối đầu với lực lượng Nhật Bản trong Trận chiến biển Coral từ ngày 4 đến ngày 8 tháng 5 năm 1942. Trong hai ngày đầu của trận chiến, nó di chuyển trong thành phần Lực lượng Tấn công trong khi các tàu sân bay thuộc một nhóm khác tung ra cuộc không kích xuống Tulagi. Vào ngày 6 tháng 5, các con tàu tập trung thống nhất lại thành Lực lượng Đặc nhiệm 17, và di chuyển về hướng Tây Bắc để đối đầu với lực lượng Nhật Bản tấn công Port Moresby. Ngày hôm sau, Farragut được cho tách ra trong Đội hỗ trợ với nhiệm vụ tiếp tục tìm kiếm lực lượng tấn công đối phương. Đội của nó chịu đựng một đợt không kích ác liệt vào xế trưa, nhưng đã bắn rơi ít nhất năm máy bay đối phương mà không bị hư hại cho bất kỳ con tàu nào.
Farragut đi đến cảng Cid, Australia vào ngày 11 tháng 5 năm 1942, và cho đến khi quay trở về Trân Châu Cảng vào ngày 29 tháng 6, đã ghé qua Brisbane, Nouméa, Suva, Tongatapu và Auckland trong khi làm nhiệm vụ hộ tống vận tải. Nó khởi hành từ Trân Châu Cảng vào ngày 7 tháng 7 để hộ tống cho lực lượng đặc nhiệm tàu sân bay Saratoga (CV-3) hướng đi làm nhiệm vụ tại quần đảo Solomon. Nó phục vụ trong vai trò tàu hộ tống và tàu canh phòng máy bay cho các hoạt động không kích hỗ trợ cho cuộc tấn công lên Guadalcanal vào ngày 7 tháng 8, rồi tuần tra ở khu vực Đông Solomon bảo vệ cho các tuyến đường hàng hải tiếp tế đến Guadalcanal. Vào các ngày 24 và 25 tháng 8, tàu sân bay mà nó bảo vệ đã đụng độ với lực lượng Nhật Bản trong Trận chiến Đông Solomons.
Chiếc tàu khu trục tiếp tục ở lại khu vực Tây Nam Thái Bình Dương, tuần tra ngoài khơi để bảo vệ các tàu vận tải chất dỡ hàng tiếp liệu, và hộ tống các đoàn tàu vận tải từ Australia đi đến Espiritu Santo, Nouméa và quần đảo Fiji. Farragut quay trở về Trân Châu Cảng vào ngày 27 tháng 1 năm 1943, và sau một đợt đại tu tại vùng bờ Tây, nó đi đến Adak vào ngày 16 tháng 4. Nó tuần tra tại vùng biển Alaska cho đến ngày 11 tháng 5, khi nó hộ tống chống tàu ngầm cho các tàu chở quân đổ bộ lên Adak. Ngày hôm sau, nó thực hiện nhiều đợt tấn công bằng mìn sâu vào một tàu ngầm đối phương, và tiếp tục tuần tra chống tàu ngầm ngoài khơi quần đảo Aleut cho đến tháng 6. Nó đã tuần tra và phong tỏa ngoài khơi Kiska từ ngày 5 tháng 7, nhiều lần tham gia bắn phá hòn đảo trong những ngày trước khi diễn ra cuộc đổ bộ vào ngày 15 tháng 8, tiếp tục bảo vệ binh lính trên bờ tại Kiska cho đến ngày 4 tháng 9, khi nó rời Adak hộ tống một đoàn tàu đi San Francisco, và trải qua một đợt đại tu ngắn tại đây.
Farragut khởi hành từ San Diego vào ngày 19 tháng 10 năm 1943 để làm nhiệm vụ huấn luyện tại quần đảo Hawaii và Espiritu Santo. Nó tiếp tục hộ tống cho các tàu sân bay trong các hoạt động không kích bảo vệ cho việc đổ bộ lên Tarawa vào ngày 20 tháng 11, cho đến khi lực lượng đặc nhiệm quay trở về Trân Châu Cảng vào ngày 8 tháng 12. Chiếc tàu khu trục tiếp tục đi đến vùng bờ Tây cho một đợt sửa chữa và huấn luyện ngắn, rồi lên đường từ San Diego vào ngày 13 tháng 1 năm 1944 để hoạt động tại khu vực quần đảo Marshall. Trong quá trình tấn công chiếm đóng Kwajalein và Eniwetok, nó làm nhiệm vụ bảo vệ tàu sân bay, tuần tra và truy tìm tàu ngầm đối phương, rồi lên đường cho đợt không kích xuống Woleai và Wakde. Đến cuối tháng 4, nó có mặt ngoài khơi New Guinea trong lúc các tàu sân bay hỗ trợ cho cuộc đổ bộ lên khu vực Hollandia (nay là Jayapura), và trong suốt tháng 5 đã tiến hành huấn luyện ngoài khơi Majuro.
Sau khi đi đến ngoài khơi Saipan vào ngày 11 tháng 6 năm 1944, Farragut bảo vệ cho các tàu sân bay khi chúng hỗ trợ cho cuộc đổ bộ vào ngày 15 tháng 6, bắn phá bờ biển Saipan và Guam, và phục vụ như tàu cột mốc radar trong suốt thời gian diễn ra Trận chiến biển Philippine vào ngày 19-20 tháng 6. Nó lên đường để được tiếp tế tại Eniwetok từ ngày 28 tháng 6 đến ngày 14 tháng 7. Trong các ngày 17 và 18 tháng 7, nó tiếp cận bãi biển tại Agat, Guam để bắn pháo hỗ trợ cho các đội phá hoại dưới nước, nhằm chuẩn bị cho cuộc tấn công lên hòn đảo. Sau khi hộ tống một tàu tuần dương đi đến Saipan, nó quay trở lại Guam vào ngày 21 tháng 7 để tuần tra bên ngoài đội hỗ trợ hỏa lực cho cuộc tấn công đổ bộ. Vào ngày 25 tháng 7, nó tham gia cuộc bắn phá Rota, và lên đường năm ngày sau đó để đại tu tại Xưởng hải quân Puget Sound.
Farragut đi đến Ulithi vào ngày 21 tháng 11 năm 1944, và lên đường bốn ngày sau đó để hộ tống một nhóm tàu chở dầu phục vụ cho lực lượng đặc nhiệm tàu sân bay nhanh, khi chúng tấn công Đài Loan và Luzon nhằm chuẩn bị cho cuộc đổ bộ vịnh Lingayen. Đặt căn cứ tại Ulithi, nó tiếp tục phục vụ cho nhóm này trong hoạt động hỗ trợ các tàu sân bay trong các chiến dịch chiếm đóng Iwo Jima và Okinawa, và từ ngày 25 đến ngày 28 tháng 4 năm 1945 cho hoạt động tương tự tại quần đảo Ryukyu. Từ ngày 11 tháng 5 đến ngày 6 tháng 8, nó hộ tống các đoàn tàu vận tải đi lại giữa Ulithi và Okinawa, và trong hai tuần lễ cuối tháng 5 đã phục vụ như cột mốc radar ngoài khơi Okinawa.
Chiếc tàu khu trục khởi hành từ Saipan để quay trở về nhà vào ngày 21 tháng 8 năm 1945, về đến Xưởng hải quân Brooklyn vào ngày 25 tháng 9. Farragut được cho xuất biên chế vào ngày 23 tháng 10 năm 1945; tên nó được cho rút khỏi danh sách Đăng bạ Hải quân vào ngày 28 tháng 1 năm 1947, và nó bị bán để tháo dỡ vào ngày 14 tháng 8 năm 1947.

## Phần thưởng
Farragut được tặng thưởng mười bốn Ngôi sao Chiến trận do thành tích phục vụ trong Chiến tranh Thế giới thứ hai.